# Provincia de Sud, Camerun
Provincia Sud este o unitate administrativă de gradul I  a Camerunului. Reședința sa este orașul Ebolowa.